# Arcesilao II de Cirene

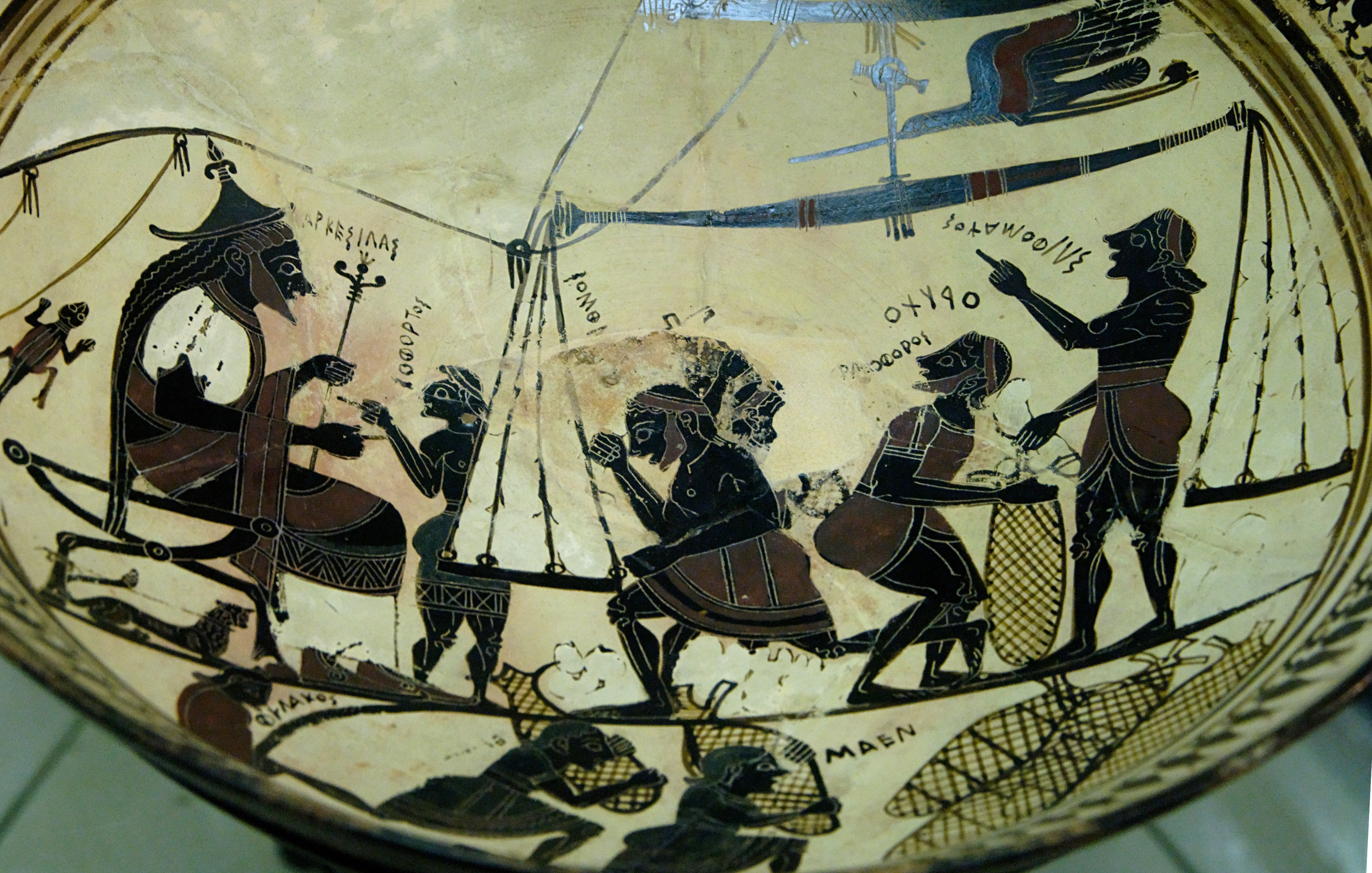
El rey está representado por el primer personaje de la izquierda en esta cílica de cerámica de figuras negras conocida como Copa de Arcesilao, pieza nominal del llamado Pintor de Arcesilao (fl. 565 - 555 a. C.) que fue hallada en Vulci y se conserva en el Gabinete de Medallas (Cabinet des Médailles) de la Biblioteca Nacional de Francia.

Arcesilao II de Cirene (Griego: Ἀρκεσίλαος ὁ Χαλεπός; siglo VI a. C.), conocido por los sobrenombres de El Opresor, El Duro o El Severo, fue el cuarto rey griego de Cirenaica, miembro de la dinastía de los batiadas, que gobernó desde 560 a. C. A partir de su reinado la dinastía comenzó su declive.

## Familia
Arcesilao II era el hijo del tercer rey griego de Cirenaica, Bato II, aunque se desconoce quién fue su madre. Su tía paterna era la princesa griega Critola y su abuelo paterno fue el segundo rey de Cirenaica, Arcesilao I.
Su mujer fue una prima paterna llamada Erixo, la hija más joven de Critola, y su matrimonio se produjo antes de que Arcesilao heredase el trono real. Tuvieron un hijo que sería el futuro rey de Cirene, Bato III. Plutarco afirma que Arcesilao tuvo otro primo paterno llamado Poliarco, el hermano mayor de Erixo, y otros primos paternos de los que el historiador no ofrece los nombres.

## Carácter
Según Plutarco, el carácter de Arcesilao fue distinto del de su padre, y recibió el sobrenombre de "el Opresor", debido a que tanto su áspero carácter y su dura apariencia. Durante el reinado de su padre Arcesilao construyó fortificaciones alrededor de su casa, y fue conocido en toda Cirenaica por este hecho.

## Reinado
Cuando Arcesilao accedió al trono estuvo aconsejado por un hombre llamado Learco, que se convirtió en su asesor. Heródoto afirma que Learco era su hermano, pero Plutarco dice que Learco era un amigo grosero y vicioso. Siguiendo sus consejos, Arcesilao se convirtió más en un tirano que en un rey.
Sin embargo, Learco estaba planeando en secreto un golpe de Estado contra Arcesilao para terminar convirtiéndose en rey, hasta el punto que ordenó la ejecución de diversos nobles cirenaicos. Cuando Arcesilao descubrió el complot ordenó el exilio de Learco y de sus seguidores. Estos abandonaron Cirene y crearon un nuevo asentamiento llamado Barca, desde el cual Learco consiguió persuadir a los libios locales para que se uniesen a él en una guerra contra Arcesilao.
Learco y los libios locales recibieron la noticia de que se acercaban tropas cirenaicas y huyeron rápidamente. Arcesilao les persiguió hasta Leucón, en dónde Learco dio la vuelta y atacó a sus perseguidores. La batalla se saldó con derrota de Arcesilao, que perdió unos 7.000 hoplitas.

## Muerte y enterramiento
Poco después de la derrota y cerca de Leucón, Arcesilao enfermó gravemente tras tomar una bebida envenenada. Learco estranguló y mató a Arcesilao en 550 a. C., probablemente incitado por el faraón Amasis. Volvió a Cirene para intentar convertirse en el nuevo rey, pero Erixo y Poliarco lograron que Learco fuese asesinado. Entonces Poliarco proclamó rey a Bato III, y el cuerpo de Arcesilao fue repatriado a Cirene y enterrado junto con el resto de sus ancestros.